# 782
782 (DCCLXXXII) var ett normalår som började en tisdag i den julianska kalendern.

## Händelser

### Okänt datum
- Den lärde anglosaxaren Alkuin kallas till frankernas rike.
- Halptani (Halvdan) är sändebud för danernas kung Sigifrid till Karl den store. [1]
- Massakern vid Verden under de Sachsiska krigen.

## Avlidna
- 11 januari – Konin, kejsare av Japan.
- 19 september – Diwu Qi, kinesisk kansler.
- Wang Jin, kinesisk kansler.